# Хавт

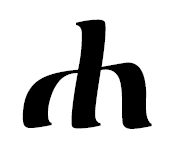
Ле

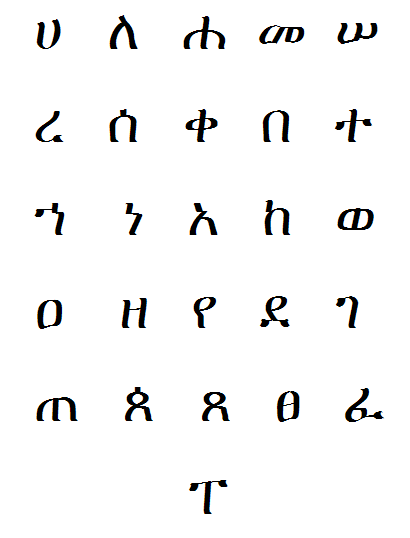

Хавт (амх. ሐውት), хамеруха — літера ефіопської абетки ґеезу, позначає глухий гортанний фрикативний /h/.
- ሐ  — хе
- ሑ  — ху
- ሒ  — хі
- ሓ  — ха
- ሔ  — хе
- ሕ  — хи (х)
- ሖ  — хо
- ሗ  — хва